# Rivière Doucet (vattendrag i Kanada, Québec, lat 47,30, long -72,40)
Rivière Doucet är ett vattendrag i Kanada.   Det ligger i provinsen Québec, i den sydöstra delen av landet, 300 km nordost om huvudstaden Ottawa. Rivière Doucet ligger vid sjön Lac au Lard.
I omgivningarna runt Rivière Doucet växer i huvudsak blandskog. Trakten runt Rivière Doucet är nära nog obefolkad, med mindre än två invånare per kvadratkilometer.